# 罗良 (市镇)
罗良，是西班牙卡斯蒂利亚-莱昂萨拉曼卡省的一个市镇。 总面积23平方公里，总人口577人（2001年），人口密度25人/平方公里。